# Nick Travis
Nick Travis (16. listopadu 1925 Filadelfie, Pensylvánie – 7. října 1964 New York) byl americký jazzový trumpetista.

## Život a práce
Travis začal hrát profesionálně ve věku 15 let, hrál na počátku čtyřicátých let 20. století s Johnny McGhee, Vido Musso (1942), Mitch Ayres a Woody Herman (1942–1944). V roce 1944 nastoupil do armády. Po ukončení služby hrál s Ray McKinley (1946–1950, Benny Goodman (1948–1949), Gene Krupa, Ina Ray Hutton, Tommy Dorsey, Tex Beneke, Herman ještě jednou (1950–1951). S Jerry Gray, Bob Chester, Elliot Lawrence a Jimmy Dorsey (1952–1953). V letech 1953–1956 byl sólistou orchestru Sauter-Finegan. Poté se stal studiovým hudebníkem pro NBC, ale hrál s Gerrym Mulliganem (1960–1962) a Thelonious Monkem (1963 v Lincolnově středisku).
Většina Travisovy práce byla ve velkých kapelách, ale také hrál v malých ansámblech s Al Cohnem (1953) a Zoot Simsem (1956). V roce 1954 vedl jedno sesion pro Victor Records.

## Úmrtí
V roce 1964 zemřel Travis ve věku 38 let v důsledku komplikací vředů.

## Diskografie

### Jako Sideman
- Gerry Mulligan: Mulligan Plays Mulligan (Prestige Records, 1951)
- Al Cohn: Cohn’s Tones, 1950/53 (Savoy Records, 1956)
- Sauter-Finegan Orchestra New Directions In Music (RCA Victor 1952–1958)
- Maynard Ferguson: The Birdland Dreamband (Vik, 1956)
- Zoot Sims: Zoot! (Riverside Records, 1956)
- Woody Herman: The Herd Rides Again ... in Stereo (Everest Records, 1958)
- Cannonball Adderley: African Waltz (Riverside Records, 1961)
- Dizzy Gillespie: Carnegie Hall Concert, 1961 (Verve Records, 1962)
- Mark Murphy: That’s How I Love The Blues! (Riverside Records, 1962)
- Stan Getz, Eddie Sauter Orchestra: Mickey One (MGM Records, 1965)

### Jako Leader
- Nick Travis Quintet: The Panic Is On (RCA Victor, 1954) s Al Cohn (ts), John Williams (p), Teddy Kotick (b), Art Mardigan (dr)